# Xã Washburn, Quận Logan, Arkansas
Xã Washburn (tiếng Anh: Washburn Township) là một xã thuộc quận Logan, tiểu bang Arkansas, Hoa Kỳ. Năm 2010, dân số của xã này là 821 người.